# Die Andere Welt Bühne
Die Andere Welt Bühne (kurz „dawb“ (Eigenschreibweise), auch Theater im Wasserwerk) ist ein Theater in Strausberg. 2016 fiel die Entscheidung für das Theater, das dann 2017 gegründet wurde und Teil des Kulturquartiers Altes Postgelände ist. Der Theaterraum verfügt über eine hölzerne, drehbare und zweigeschossige Raumbühne, deren Entwurf auf einer Bauhauskreation von Friedrich Kiesler beruht. Das Theater verfügt über 60 Sitzplätze und befindet sich auf dem fast vollständig von Wald umgebenen Gelände Bunker Strausberg (Deutsche Post).
Zum Gesamtkonzept gehören unter anderem auch Werkstätten, Wohnungen, eine kleine Gaststätte (Schmorpost) sowie ein Spielplatz nebst einer kleinen Schafherde.

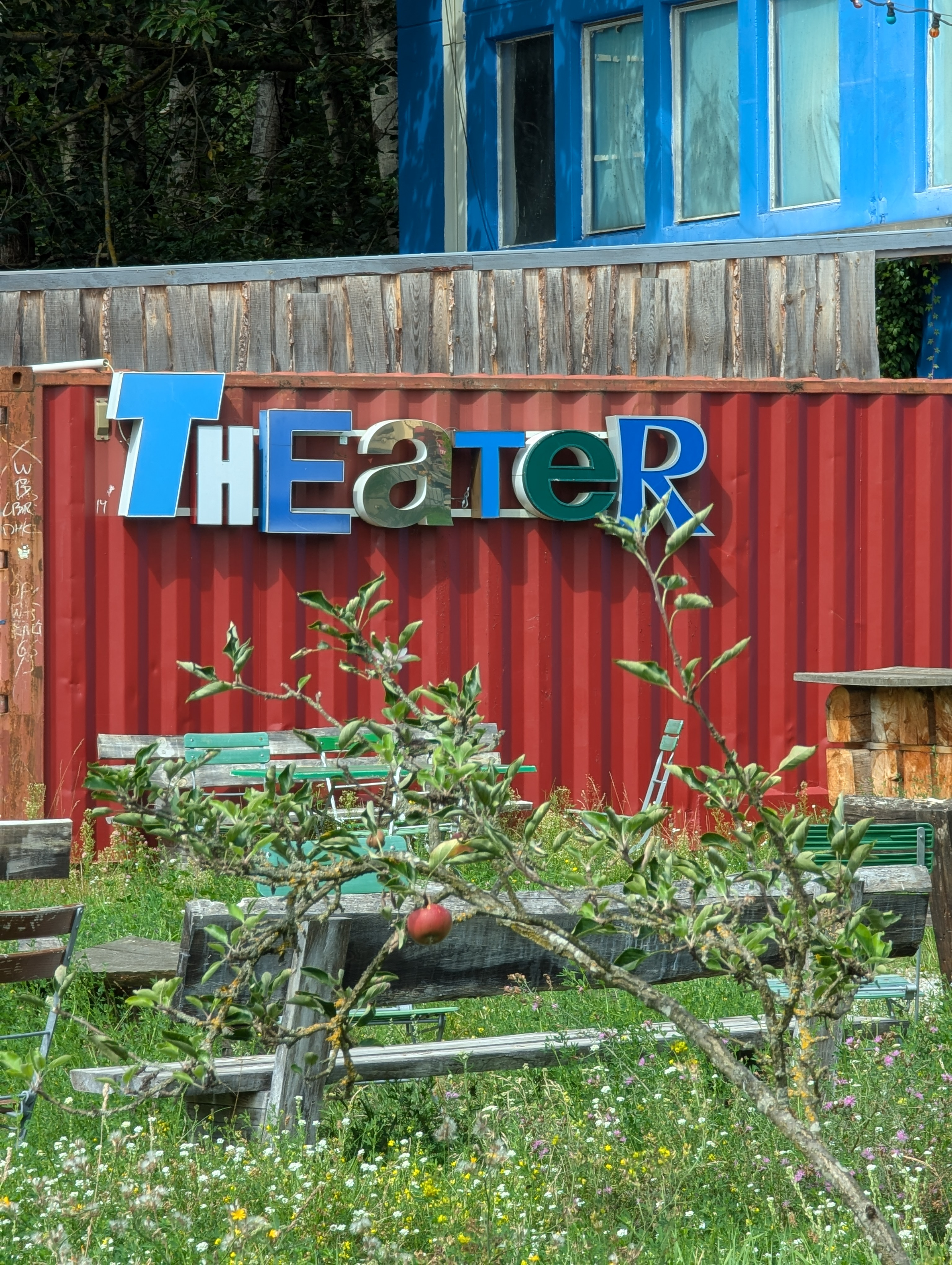
Die Andere Welt Bühne
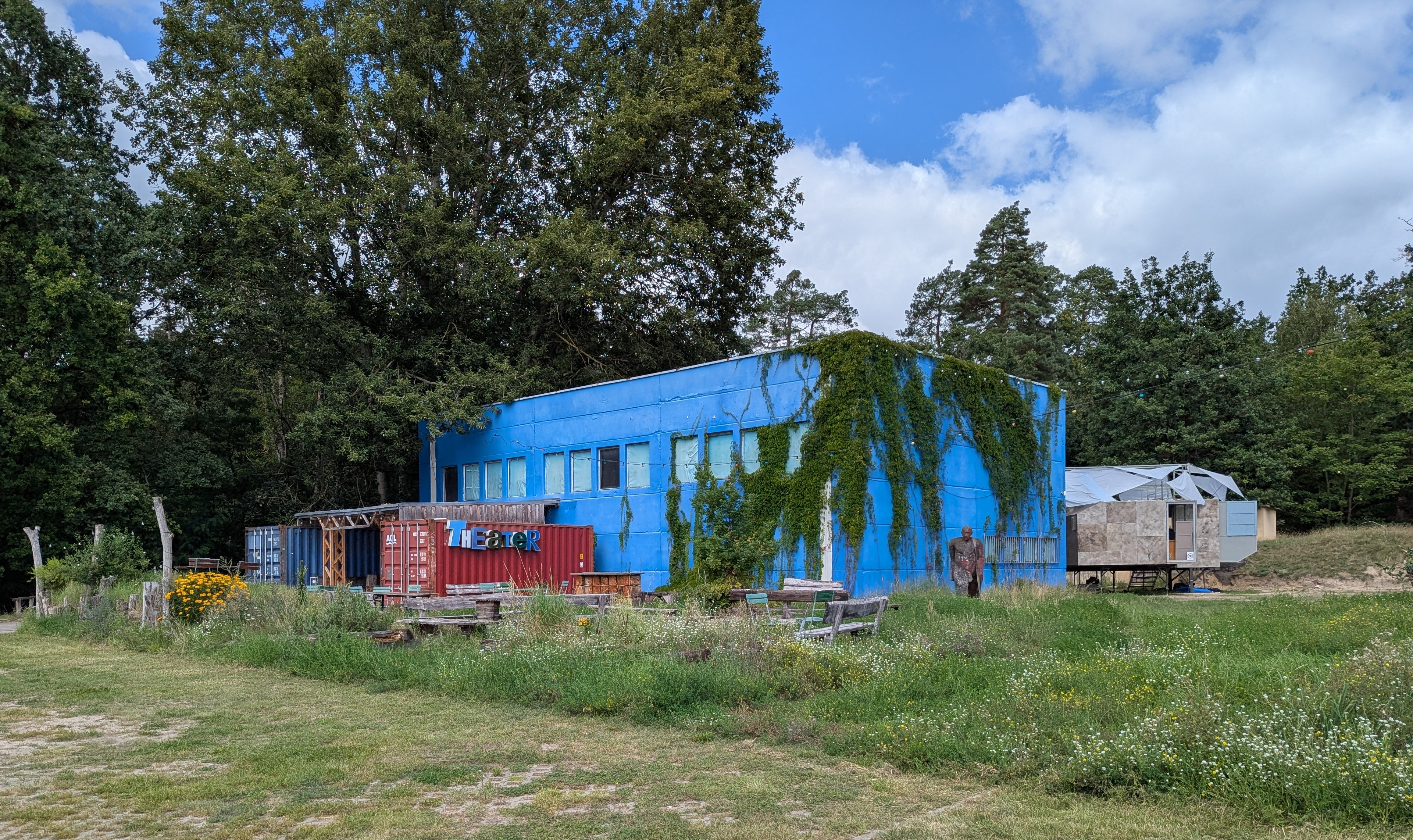
Theatergebäude im ehemaligen Wasserwerk